# Andrei Rubliov (tennista)
|  | Aquest article tracta sobre el tennista. Si cerqueu la pel·lícula del mateix nom, vegeu «Andrei Rublev (pel·lícula)». Si busqueu el monjo del segle xv, vegeu «Andrei Rubliov». |

Andrei Rubliov (rus: Андрей Андреевич Рублёв)  (Moscou, 20 d'octubre de 1997) és un jugador de tennis rus.
En el seu palmarès hi ha onze títols individuals i tres de dobles en el circuit ATP. Va guanyar el Roland Garros en categoria júnior davant el mallorquí Jaume Munar. També va guanyar la medalla de bronze individual i la d'argent en dobles als Jocs Olímpics d'estiu de la Joventut de Nanquín l'any 2014. Fou guardonat com a campió del circuit ITF en categoria júnior aquest mateix any.

## Biografia
Rublev va néixer a Moscou, fill d'Andrei Rubliov Sr., exboxejador i llavors restaurador, i Marina Marenko, entrenadora de tennis. Va començar a jugar a tennis sota les ordres del belarús Sergey Tarasevich, tot i que també li agrada practicar la boxa i el bàsquet.

## Jocs Olímpics

### Dobles mixts
| Any  | Campionat                   | Parella                   | Oponents                      | Resultat             |
| ---- | --------------------------- | ------------------------- | ----------------------------- | -------------------- |
| 2020 | Jocs Olímpics, Tòquio, Japó | Anastassia Pavliutxénkova | Ielena Vesninà Aslan Karatsev | 6−3, 6−7(5), [13−11] |

## Palmarès

### Individual: 28 (17−11)
| Llegenda                          |
| --------------------------------- |
| Grand Slams (0−0)                 |
| ATP Finals (0−0)                  |
| ATP World Tour Masters 1000 (2−4) |
| ATP World Tour 500 (6−5)          |
| ATP World Tour 250 (9−2)          |

| Títols per superfície |
| --------------------- |
| Dura (11−5)           |
| Gespa (0−2)           |
| Terra batuda (6−4)    |

| Resultat  | Núm. | Data                   | Torneig                                  | Superfície   | Oponent               | Marcador                 |
| --------- | ---- | ---------------------- | ---------------------------------------- | ------------ | --------------------- | ------------------------ |
| Guanyador | 1.   | 23 de juliol de 2017   | Umag, Croàcia                            | Terra batuda | Paolo Lorenzi         | 6−4, 6−2                 |
| Finalista | −    | 11 de novembre de 2017 | Next Generation ATP Finals, Roma, Itàlia | Dura         | Chung Hyeon           | 4−3(5), 3−4(2), 2−4, 2−4 |
| Finalista | 1.   | 6 de gener de 2018     | Doha, Qatar                              | Dura         | Gaël Monfils          | 2−6, 3−6                 |
| Finalista | 2.   | 28 de juliol de 2019   | Hamburg, Alemanya                        | Terra batuda | Níkoloz Bassilaixvili | 5−7, 6−4, 3−6            |
| Guanyador | 2.   | 20 d'octubre de 2019   | Moscou, Rússia                           | Dura (i)     | Adrian Mannarino      | 6−4, 6−0                 |
| Guanyador | 3.   | 11 de gener de 2020    | Doha                                     | Dura         | Corentin Moutet       | 6−2, 7−6(3)              |
| Guanyador | 4.   | 18 de gener de 2020    | Adelaida, Austràlia                      | Dura         | Lloyd Harris          | 6−3, 6−0                 |
| Guanyador | 5.   | 27 de setembre de 2020 | Hamburg                                  | Terra batuda | Stéfanos Tsitsipàs    | 6−4, 3−6, 7−5            |
| Guanyador | 6.   | 18 d'octubre de 2020   | Sant Petersburg, Rússia                  | Dura (i)     | Borna Ćorić           | 7−6(5), 6−4              |
| Guanyador | 7.   | 2 de novembre de 2020  | Viena, Àustria                           | Dura (i)     | Lorenzo Sonego        | 6−4, 6−4                 |
| Guanyador | 8.   | 7 de març de 2021      | Rotterdam, Països Baixos                 | Dura (i)     | Márton Fucsovics      | 7−6(4), 6−4              |
| Finalista | 3.   | 18 d'abril de 2021     | Montecarlo, Mònaco                       | Terra batuda | Stéfanos Tsitsipàs    | 3−6, 3−6                 |
| Finalista | 4.   | 20 de juny de 2021     | Halle, Alemanya                          | Gespa        | Ugo Humbert           | 3−6, 6−7(4)              |
| Finalista | 5.   | 22 d'agost de 2021     | Cincinnati, Estats Units                 | Dura         | Alexander Zverev      | 2−6, 3−6                 |
| Guanyador | 9.   | 20 de febrer de 2022   | Marsella, França                         | Dura (i)     | Félix Auger-Aliassime | 7−5, 7−6(4)              |
| Guanyador | 10.  | 26 de febrer de 2022   | Dubai, Emirats Àrabs Units               | Dura         | Jiří Veselý           | 6−3, 6−4                 |
| Guanyador | 11.  | 24 d'abril de 2022     | Belgrad, Sèrbia                          | Terra batuda | Novak Đoković         | 6−2, 6−7(4), 6−0         |
| Guanyador | 12.  | 16 d'octubre de 2022   | Gijón, Espanya                           | Dura (i)     | Sebastian Korda       | 6−2, 6−3                 |
| Finalista | 6.   | 4 de març de 2023      | Dubai                                    | Dura         | Daniïl Medvédev       | 2−6, 2−6                 |
| Guanyador | 13.  | 16 d'abril de 2023     | Montecarlo                               | Terra batuda | Holger Rune           | 5−7, 6−2, 7−5            |
| Finalista | 7.   | 23 d'abril de 2023     | Banja Luka, Bòsnia i Hercegovina         | Terra batuda | Dušan Lajović         | 3−6, 6−4, 4−6            |
| Finalista | 8.   | 25 de juny de 2023     | Halle (2)                                | Gespa        | Alexander Bublik      | 3−6, 6−3, 3−6            |
| Guanyador | 14.  | 23 de juliol de 2023   | Båstad, Suècia                           | Terra batuda | Casper Ruud           | 7−6(3), 6−0              |
| Finalista | 9.   | 15 d'octubre de 2023   | Xangai, Xina                             | Dura         | Hubert Hurkacz        | 3−6, 6−3, 6−7(8)         |
| Guanyador | 15.  | 7 de gener de 2023     | Hong Kong, Xina                          | Dura         | Emil Ruusuvuori       | 6−4, 6−4                 |
| Guanyador | 16.  | 5 de maig de 2024      | Madrid, Espanya                          | Terra batuda | Félix Auger-Aliassime | 4−6, 7−5, 7−5            |
| Finalista | 10.  | 12 d'agost de 2024     | Mont-real, Canadà                        | Dura         | Alexei Popyrin        | 2−6, 4−6                 |
| Guanyador | 17.  | 22 de febrer de 2025   | Doha (2)                                 | Dura         | Jack Draper           | 7−5, 5−7, 6−1            |
| Finalista | 11.  | 24 de juliol de 2025   | Hamburg (2)                              | Terra batuda | Flavio Cobolli        | 2−6, 4−6                 |

### Dobles masculins: 8 (4−4)
| Llegenda                          |
| --------------------------------- |
| Grand Slams (0−0)                 |
| ATP Finals (0−0)                  |
| ATP World Tour Masters 1000 (1−3) |
| ATP World Tour 500 (0−0)          |
| ATP World Tour 250 (3−1)          |

| Títols per superfície |
| --------------------- |
| Dura (3−4)            |
| Gespa (0−0)           |
| Terra batuda (1−0)    |

| Resultat  | Núm. | Data                  | Torneig                    | Superfície   | Parella         | Oponents                            | Marcador            |
| --------- | ---- | --------------------- | -------------------------- | ------------ | --------------- | ----------------------------------- | ------------------- |
| Guanyador | 1.   | 25 d'octubre de 2015  | Moscou, Rússia             | Dura (i)     | Dmitry Tursunov | Radu Albot František Čermák         | 2−6, 6−1, [10−6]    |
| Finalista | 1.   | 31 de març de 2018    | Miami, Estats Units        | Dura         | Karén Khatxànov | Bob Bryan Mike Bryan                | 6−4, 6−7(5), [4−10] |
| Finalista | 2.   | 3 de novembre de 2019 | París, França              | Dura (i)     | Karén Khatxànov | Pierre-Hugues Herbert Nicolas Mahut | 4−6, 1−6            |
| Guanyador | 2.   | 12 de març de 2021    | Doha, Qatar                | Dura         | Aslan Karatsev  | Marcus Daniell Philipp Oswald       | 7−5, 6−4            |
| Finalista | 3.   | 16 d'octubre de 2021  | Indian Wells, Estats Units | Dura         | Aslan Karatsev  | John Peers Filip Polášek            | 3−6, 6−7(5)         |
| Guanyador | 3.   | 20 de febrer de 2022  | Marsella, França           | Dura (i)     | Denys Molchanov | Raven Klaasen Ben McLachlan         | 4−6, 7−5, [10−7]    |
| Guanyador | 4.   | 7 de maig de 2023     | Madrid, Espanya            | Terra batuda | Karén Khatxànov | Rohan Bopanna Matthew Ebden         | 6−3, 3−6, [10−3]    |
| Finalista | 4.   | 5 de gener de 2025    | Hong Kong, Xina            | Dura         | Karén Khatxànov | Sander Arends Luke Johnson          | 5−7, 6−4, [7−10]    |

### Dobles mixts: 1 (1−0)
| Llegenda             |
| -------------------- |
| Grand Slam (0−0)     |
| Jocs Olímpics Or (1) |
| WTA Finals (0−0)     |
| WTA 1000 (0−0)       |
| WTA 500 (0−0)        |
| WTA 250 (0−0)        |

| Títols per superfície |
| --------------------- |
| Dura (1−0)            |
| Gespa (0−0)           |
| Terra batuda (0−0)    |

| Resultat  | Núm. | Data              | Torneig                     | Superfície | Parella                   | Oponents                      | Marcador             |
| --------- | ---- | ----------------- | --------------------------- | ---------- | ------------------------- | ----------------------------- | -------------------- |
| Guanyador | 1.   | 1 d'agost de 2021 | Jocs Olímpics, Tòquio, Japó | Dura       | Anastassia Pavliutxénkova | Ielena Vesninà Aslan Karatsev | 6−3, 6−7(5), [13−11] |

### Equips: 2 (2−0)
| Resultat  | Núm. | Data                  | Torneig                       | Superfície | Equip                                                           | Oponents                                                        | Marcador |
| --------- | ---- | --------------------- | ----------------------------- | ---------- | --------------------------------------------------------------- | --------------------------------------------------------------- | -------- |
| Guanyador | 1.   | 7 de febrer de 2021   | ATP Cup, Melbourne, Austràlia | Dura       | Ievgueni Donskoi Aslan Karatsev Daniïl Medvédev                 | Matteo Berrettini Simone Bolelli Fabio Fognini Andrea Vavassori | 2−0      |
| Guanyador | 2.   | 5 de desembre de 2021 | Davis Cup, Madrid, Espanya    | Dura (i)   | Ievgueni Donskoi Aslan Karatsev Karén Khatxànov Daniïl Medvédev | Marin Čilić Borna Gojo Nikola Mektić Mate Pavić Nino Serdarušić | 2−0      |

## Trajectòria

### Individual
| Open d'Austràlia | A    | A   | 2R          | 3R          | 1R          | 4R          | QF    | 3R    | QF    | QF | 0 / 8     | 20 – 8    |
| Roland Garros | A    | Q2  | 1R          | A           | A           | QF          | 1R    | QF    | 3R    |    | 0 / 5     | 10 – 5    |
| Wimbledon | Q2   | Q2  | 2R          | A           | 2R          | NC          | 4R    | A     | QF    |    | 0 / 4     | 9 – 4     |
| US Open | 1R   | Q1  | QF          | 1R          | 4R          | QF          | 3R    | QF    | QF    |    | 0 / 8     | 21 – 8    |
| Jocs Olímpics | NC   | A   | No celebrat | No celebrat | No celebrat | No celebrat | 1R    | NC    | NC    |    | 0 / 1     | 0 – 1     |
| ATP Finals | A    | A   | A           | A           | A           | RR          | RR    | SF    | RR    |    | 0 / 4     | 4 – 9     |
| Total Victòries−Derrotes                                                                                                   | 8−13 | 3−5 | 21−18       | 20−23       | 38−19       | 41−10       | 53−23 | 51−20 | 56−26 |    | 292 – 158 | 292 – 158 |
| Rànquing a final d'any | 185  | 156 | 39          | 68          | 23          | 8           | 5     | 8     | 5     |    |           |           |
| Llegenda: G: Guanyador; F: Finalista; SF: Semifinalista; QF: Quarts de final; Q: Qualificació; A: Absent; RR: Round Robin; |      |     |             |             |             |             |       |       |       |    |           |           |

### Dobles masculins
| Open d'Austràlia | A   | A           | 1R          | 2R          | 1R          |    | 0 / 3   | 1 – 3   |
| Roland Garros | A   | A           | A           | A           | A           |    | 0 / 0   | 0 – 0   |
| Wimbledon | A   | A           | A           | A           | NC          |    | 0 / 0   | 0 – 0   |
| US Open | A   | 3R          | A           | 1R          | A           |    | 0 / 2   | 2 – 2   |
| Jocs Olímpics | A   | No celebrat | No celebrat | No celebrat | No celebrat | 1R | 0 / 1   | 0 – 1   |
| Victòries − Derrotes | 3−1 | 2−6         | 5−10        |             |             |    | 18 – 20 | 18 – 20 |
| Rànquing a final d'any | 419 | 316         | 127         |             |             |    |         |         |
| Llegenda: G: Guanyador; F: Finalista; SF: Semifinalista; QF: Quarts de final; Q: Qualificació; A: Absent; RR: Round Robin; |     |             |             |             |             |    |         |         |